# Fluidinfo
Fluidinfo, 2011的之前叫 FluidDB，是基于 attribute-value centric 数据模型构建的在线 cloud 数据存储服务。Fluidinfo 是用 Python 编写的，是一个开放写入、无模式（schema-less）的数据库。Fluidinfo 有自己的查询语言、精细的权限控制，可以向所有人公开，也可以只在团队内部共享。由于其底层没有 RDBMS 结构，因此可以将其归类为一种公开可写的“集体协作式数据库”。

## 外部連結
- Fluidinfo homepage*Archive.today的存檔，存档日期2013-01-23
- Fluidinfo general discussion group（页面存档备份，存于）
- Fluidinfo API/programmer discussion group（页面存档备份，存于）
- Fluidinfo Blog（页面存档备份，存于）